# آرن بورن
آرن بورن دهکده ای در شهرستان لندکرایسه کاسلو در ایالت هسن آلمان است.